# Pablo Cottenot
| Planetas descobertos: 1 | Planetas descobertos: 1 |
| ----------------------- | ----------------------- |
| 181 Eucharis            | 2 de fevereiro de 1878  |

Pablo Cottenot foi um astrônomo francês.
Cottenot trabalhou no Observatório de Marseille mas, de acordo com Édouard Stephan, sua carreira astronômica foi breve. Entretanto, descobriu ao menos um asteróide.